# Senné (okres Michalovce)
Senné je obec na Slovensku, v okrese Michalovce v Košickém kraji. Žije v něm 731 obyvatel.

## Historie
Podle archeologických nálezů bylo území obce osídlené v neolitu, v době halštatské, římské a po období Velkomoravské říše. První písemná zmínka o vesnici pochází z roku 1263. Ves, uherským králem darovaná užhorodskému županovi Jakubovi z Pányoka, je v ní uvedena jako Scinna. Další zmínky z let 1317 a 1319 dokládají samostatnou farnost a kostel. V 18. až 20. století obec patřila rodu Vécseyů. Od roku 1960 je obec začleněna do okresu Michalovce. Hlavní obživou bylo zemědělství.
V roce 1971 začal na území obce geologický průzkum. Jeho výsledkem je objevení zemního plynu, který je využíván i obcí Senné.

## Přírodní poměry
Obec se nachází uprostřed Východoslovenské nížiny na náplavovém valu řeky Čierná voda. Rovina v severozápadní části území je krytá spraší. Jižní a východní část se nachází v Senianské sníženině, v oblasti záplavového území Čierné vody.
V tomto území se nachází mokřady a soustava rybníků, které zasahují i do správních území sousedních obcí Iňačovce a Blatné Polianky. Oblast je chráněna jako přírodní rezervace a ptačí oblast Senné rybníky.

## Pamětihodnosti
- Zámek z první poloviny 17. století byl postaven v renesančním slohu, V období 18. a 19. století byl upravován. Zámek sloužil jako lovecký. Po roce 1989 byl opraven.[7][8]
- Římskokatolický kostel Navštívení Panny Marie z roku 1718 postaveném na základech původního gotického kostela. V roce 1808 byla k západnímu průčelí přistavěna věž. V roce 1909 kostel vyhořel. Po požáru byl kostel přestavěn a rozšířen.[9]